# 菲利普·哈比卜
菲利普·查尔斯·哈比卜（英語：Philip Charles Habib，1920年2月25日—1992年5月25日），是美国的外交官，被《纽约时报》赞为“美国最杰出的职业外交官”，1986年作为美国总统特使介入菲律宾总统大选，曾担任美國東亞暨太平洋事務助理國務卿、美国驻韩国大使。